# Cristina Platas
Cristina Platas (Madrid, 13 de noviembre de 1995) es una actriz, bailarina y modelo española, más conocida por interpretar el papel de Marcelina en la telenovela Acacias 38.

## Biografía
Cristina Platas nació el 13 de noviembre de 1995 en Madrid (España), y además de la actuación también se dedica a la danza y el teatro.

## Carrera
Cristina Platas de 2008 a 2011 se especializó en actuar frente a la cámara para El Plató de cine y al finalizar sus estudios obtuvo su diploma. En 2014 y 2015 siguió un programa avanzado de actuación frente a la cámara de seis meses en la Central de cine, dirigido por Eva Lesmes. En 2016 siguió el programa de formación de actores con Fernando Piernas.
En 2011 comenzó su carrera actoral como Ninfa en la serie web Okupados. Al año siguiente, en 2012, ocupó el papel de Teta en la serie Échame un cable. En 2014 actuó en los cortometrajes Mala fortuna dirigido por Quim Montaner (en el papel de Laura) y en Todos los días que nos olvidamos dirigido por Borja Molinello (en el papel de Carlota). En 2016 actuó en el cortometraje Volver a soñar dirigido por Daniel Gálvez. Ese mismo año forma parte del reparto de la película Adéu, Barcelona dirigida por Carlos Belmonte, Damián García, Quim Montaner, Lluís Pablo y Oscar Segura. En 2017 interpretó el papel de Laura en el cortometraje Fashionlins: Devota & Lomba dirigido por Manuel Martínez Velasco.
En 2017 y 2018 se unió al elenco de la serie Dorien. De 2018 a 2020 fue elegida por TVE para interpretar el papel de Marcelina en la telenovela emitida en La 1 Acacias 38 y donde actuó junto a actores como Jona García, Marita Zafra, Inma Pérez-Quirós, David Venancio Muro y Rebeca Alemañy.

## Filmografía

### Cine
| Año  | Título          | Director                                                                  |
| ---- | --------------- | ------------------------------------------------------------------------- |
| 2016 | Adéu, Barcelona | Carlos Belmonte, Damián García, Quim Montaner, Lluís Pablo y Oscar Segura |

### Televisión
| Año       | Título          | Personaje       | Notas         |
| --------- | --------------- | --------------- | ------------- |
| 2012      | Échame un cable | La Teta         |               |
| 2017-2018 | Dorien          | Amiga de Blanca | 2 episodios   |
| 2018-2020 | Acacias 38      | Marcelina       | 378 episodios |

### Cortometrajes
| Año  | Título                           | Personaje  | Director                |
| ---- | -------------------------------- | ---------- | ----------------------- |
| 2014 | Mala fortuna                     | Laura      | Quim Montaner           |
| 2014 | Todos los días que nos olvidamos | Carlota    | Borja Molinello         |
| 2016 | Volver a soñar                   | Taquillera | Daniel Gálvez           |
| 2017 | Fashionlins: Devota & Lomba      | Laura      | Manuel Martínez Velasco |

## Web TV
| Año  | Título   | Personaje | Notas |
| ---- | -------- | --------- | ----- |
| 2011 | Okupados | Ninfa     |       |

## Teatro
| Año       | Título                                      | Personaje     | Autor            | Director             |
| --------- | ------------------------------------------- | ------------- | ---------------- | -------------------- |
| 2011      | Quedan detenidos!                           | Montilla      | Alberto Miralles | Felipe Cabezas       |
| 2012      | 4NubesyMedia                                | Rosaura       |                  |                      |
| 2013      | Morir                                       | Hermana       | Sergi Belbel     | Juan Carlos González |
| 2015      | A las luciérnagas también les dan calazabas | Rebeca        |                  | Edu Ferrés           |
| 2016      | Las princesas también llevan gafas          | Princesa Vera | Irene Soler      |                      |
| 2016-2018 | Princesa 2.0                                | Princesa Vera | Irene Soler      |                      |
| 2016-2018 | El tren de las diez y veintisiete           | Lena          |                  | Manuel Velasco       |
| 2017      | Pájaros en la cabeza                        | Dana          | Irene Soler      |                      |